# یاوورتس
یاوورتس (به بلغاری: Yavorets) یک منطقهٔ مسکونی در بلغارستان است که در شهرستان گابروو واقع شده‌است.